# Seleção da Transnístria de Futebol
A Seleção da Transnístria de Futebol é a seleção nacional da Transnístria, um estado não reconhecido de facto na Europa Oriental. Eles não são afiliados à FIFA ou à UEFA e, portanto, não podem competir pela Copa do Mundo ou pelo Campeonato Europeu. No entanto, eles são membros da ConIFA, uma associação guarda-chuva para as equipes nacionais não afiliadas à FIFA.
Enquanto a Transnístria ainda não disputou nenhum jogo internacional, uma equipe representativa participou da Copa Dniester, um torneio amistoso que também envolveu dois veteranos da Rússia e o Hapoel Bat Yam de Israel. A Transnístria terminou em segundo com duas vitórias e uma derrota, embora os resultados precisos não sejam conhecidos, e estes jogos não são considerados internacionais completos. A seleção nacional, no entanto, é elegível para entrar na classificação para a Copa do Mundo ConIFA, o principal torneio internacional de futebol para membros que não são membros da FIFA, e nos últimos anos demonstrou interesse em fazê-lo.
O Presidente da Federação é Pavel Prokudin, que exerce essa função desde março de 2018. A Federação também supervisiona o futebol de clubes em nível estadual e regional, que é projetado para se tornar um sistema de alimentação para a equipe nacional.